# Peronotettix cyclopyga
Peronotettix cyclopyga är en insektsart som beskrevs av Rehn, J.A.G. 1952. Peronotettix cyclopyga ingår i släktet Peronotettix och familjen torngräshoppor. Inga underarter finns listade i Catalogue of Life.